# وورش
وورش (به مجاری:  Vörs) یک منطقهٔ مسکونی در مجارستان است که در ناحیه مارتسالی واقع شده‌است. وورش ۲۲٫۶۵ کیلومتر مربع مساحت و ۴۷۵ نفر جمعیت دارد.